# Alissa (film)
Pour les articles homonymes, voir Alissa (homonymie).
Pour plus de détails, voir Fiche technique et Distribution.
Alissa est un film français réalisé par Didier Goldschmidt, sorti en 1998.

## Synopsis
Luc se voit mêlé malgré lui au meurtre de 2 policiers. Sa rencontre et son amour avec Alissa, une intrigante lituanienne, vont impliquer Luc dans un règlement de comptes issu des démocraties populaires d'Europe de l'Est.

## Fiche technique
- Titre : Alissa
- Réalisation : Didier Goldschmidt
- Scénario : Didier Goldschmidt, Bruno Dega, Christian Sonderegger et Jérôme Tonnerre
- Photographie : Jeanne Lapoirie
- Son : Didier Saïn, Fabien Krzyzanowski et Dominique Gaborieau
- Décors : Jimena Esteve
- Musique : Carolin Petit
- Montage : Benjamin Favreul
- Costumes : Brigitte Laléouse et Anne Schotte
- Société de distribution : Mars Distribution
- Sociétés de production : Les Productions Lazennec, Studiocanal et Canal+
- Producteurs : Bertrand Faivre, Adeline Lecallier, Alain Rocca et Christophe Rossignon
- Pays d'origine :  France
- Durée : 95 minutes
- Date de sortie : 29 juillet 1998
- Budget : 3,7M€
- Box-office France : 3 370 entrées

## Distribution
- Laurence Côte : Alissa
- Yvan Attal : Luc Kaufmann
- Oleg Yankovski : Kosicz
- Elena Safonova : Irina
- Vania Vilers : Le père de Luc
- Raoul Dantec : Zanot
- Smadi Wolfman : Laurence
- Antoine Dulaure : Monge
- Svetlana Sizova : Vera
- Louis-Do de Lencquesaing : Bukovski
- Grigori Manoukov : Andrei
- Nicole Dogué : Nathalie
- Fabien Orcier : Duval
- Anne Daval : Schmidt
- Dominic Gould : Le garde du corps
- Sandra Timsit : Une infirmière
- Sophie Delage : La garde mobile
- Jean-Pascal Gautier : Contrôleur SNCF
- Laurence Camby : Policier préfecture
- Benjamin Favreul : Le livreur de pizzas
- Christophe Rossignon : Le conducteur du 4x4
- Erwan Querrien : Le garde mobile
- Christophe Guybet : CRS 1
- Guy Ferrandis : CRS 2
- Mladen Mazeix : Valuskas
- Eric Coustaud : Garde du corps
- Stevan Develde : Garde du corps
- Yves Ulmann : Journaliste
- Sonia Larue : Journaliste
- Anna Poninska : Journaliste
- Patrick Deguine : Journaliste
- Philippe Warembourg : Journaliste
- Patrick Pesenti : Le propriétaire de l'Audi